# Club Basket d'Ifs
Le Club Basket d'Ifs est un club de basket-ball français dont l'équipe féminine évolue en Nationale Féminine 1.

## Historique
- 1973 : Création du club au sein de l’A.S.IFS section Basket
- 1994 : Les deux équipes premières (féminine et masculine) évoluent en championnat national (N4).
- 2001 : Les deux équipes premières (féminine et masculine) du club terminent deuxième du championnat R1
- 2002 : L'équipe première féminine termine 1re de pré-Nationale et accède en Nationale III
- 2003 : L'équipe première féminine termine 1re de Nationale III et accède en Nationale II
- 2005 : L'équipe première féminine accède en Nationale I
- 2006 : Malgré l'élargissement de la NF1 à 16 clubs, le CB Ifs est relégué en NF2
- 2008 : Nouvelle accession de l'équipe première féminine en Nationale I
- 2023 : L'équipe, qui fête ses 50 ans, est rétrogradée administrativement de Nationale 1 en Nationale 3[1].Son entraîneur, Morgan Debrosse, quitte quelques jours auparavant le CB Ifs (alors en nationale 1) pour le club voisin de l'USO Mondeville, qui évolue en Ligue 2[2].

En 2013-2014, Ifs obtient une inattendue troisième place de la poule B de Nationale 1. La saison suivante, avec 19 victoires sur 22 matchs, Ifs dispute l'accession en Ligue 2 avec Montbrison.
En avril 2023, l'équipe première joue et perd la finale du Trophée Coupe de France à Bercy, face à Nice.
L’inauguration du Gymnase Jérôme-Obric le 18 septembre 1982 par Edwige Avice, Ministre des Sports, permit l’épanouissement de la section Basket devenue Club Basket d'Ifs en 1984.

## Palmarès
Néant

## Par saison
L'effectif pour la saison 2022-2023 :
- 1 : Lucile Jérome
- 5 : Axelle Bundgaard
- 10 : Julie Plouhinec
- 11 : Enora Chareil
- 12 : Kendall Cooper
- 21 : Maroussia Droguet
- 26 : Carla M'baye
- 27 : Fayzat Djoumoi
- 44 : Florine Basque

L'effectif pour la saison 2021-2022
- 4 : Awa Nianghane
- 5 : Axelle Bundgaard
- 6 : Maroussia Droguet
- 7 : Coumba Sow
- 9 : Amélie Marcel
- 10 : Julie Plouhinec
- 12 : Kendall Cooper
- 14 : Carla M'Baye
- 15 : Kellane Maeva Guehi
- 17 : Michaela Gaislerova

L'effectif pour la saison 2013-2014 est :
- 4 : Betis Pauline
- 7 : Letin Ophélie
- 8 : Pelissou Elodie
- 9 : Barrett Anjale
- 10 : Larraud Nelly
- 11 : Héro Mégane
- 12 : Naigre Elodie
- 14 : Aulnette Laury
- 15 : Grima Joséphine

## Joueuses, entraîneurs et présidents
Les présidents :
- 1973-1975 : Marie-Paule Salmon
- 1975-1981 : Albert Garnier
- 1981-1986 : Simone André
- 1986-1996 : Jackie Deterville
- 1996-2005 : Jean-Claude Bourgoin
- 2005-2008 : Christophe Niard
- 2008-2010 : Arnaud Fontaine
- 2010-2013 : Olivier Cardia
- 2013-2019: Pascal Foisnet
- Depuis 2019 : Samy Mawéné